# Ацетат ртути(I)
Ацетат ртути(I) — органическое соединение,
соль ртути и уксусной кислоты 
с формулой Hg2(СH3СOO)2,
белые кристаллы,
слабо растворяется в воде, очень ядовит.

## Получение
- Реакция подкисленных растворов нитрата ртути(I) и ацетата натрия:

{\displaystyle {\mathsf {Hg_{2}(NO_{3})_{2}+CH_{3}COONa\ {\xrightarrow {}}\ Hg_{2}(CH_{3}COO)_{2}\downarrow +2NaNO_{3}}}}

## Физические свойства
Ацетат ртути(I) образует белые, светочувствительные  кристаллы
моноклинной сингонии,

параметры ячейки a = 0,518 нм, b = 0,596 нм, c = 1,217 нм, β = 100,0°, Z = 2.
Слабо растворяется в воде.

## Химические свойства
- В растворе или на свету диспропорционирует:

{\displaystyle {\mathsf {Hg_{2}(CH_{3}COO)_{2}\ {\xrightarrow {}}\ Hg+Hg(CH_{3}COO)_{2}}}}

## Биологическое воздействие
Как и все ртутьорганические соединения, ацетат ртути(I) явно ядовит. Сильнейший органический яд.